# Vòng loại Giải vô địch bóng đá Đông Nam Á 2018
Giải đấu vòng loại Giải vô địch bóng đá Đông Nam Á 2018 là quá trình vòng loại cho Giải vô địch bóng đá Đông Nam Á 2018, mùa giải lần thứ 12 của Giải vô địch bóng đá Đông Nam Á. Brunei và Đông Timor thi đấu hai trận đấu trên sân nhà và sân khách để chọn ra suất thứ 10 và cũng là suất cuối cùng còn lại để tham dự vòng chung kết Giải vô địch bóng đá Đông Nam Á. Vào ngày 7 tháng 8 năm 2018, ban tổ chức xác nhận địa điểm diễn ra trận đấu giữa Đông Timor và Brunei được thay đổi do có vấn đề với hệ thống đèn chiếu sáng. Trận đấu mở màn được tổ chức tại sân vận động Kuala Lumpur, Malaysia, thay vì sân vận động Quốc gia, Dili như dự kiến ban đầu.
Đông Timor giành quyền vào vòng bảng Giải vô địch bóng đá Đông Nam Á và được xếp vào Bảng B sau khi thắng Brunei với tổng tỷ số 3–2 sau hai trận đấu vòng loại.

## Địa điểm
| Kuala Lumpur                    | Bandar Seri Begawan                    |
| ------------------------------- | -------------------------------------- |
| Sân vận động Kuala Lumpur       | Sân vận động Quốc gia Hassanal Bolkiah |
| Sức chứa: 18.000                | Sức chứa: 28.000                       |
|                                 |                                        |
| Kuala LumpurBandar Seri Begawan |                                        |

## Vòng loại
| Đông Timor                         | 3–1      | Brunei      |
| ---------------------------------- | -------- | ----------- |
| - Henrique 28', 32' - Garcia 90+2' | Chi tiết | - Azwan 57' |

| Brunei      | 1–0      | Đông Timor |
| ----------- | -------- | ---------- |
| - Najib 75' | Chi tiết |            |

Đông Timor thắng với tổng tỷ số 3–2.

## Cầu thủ ghi bàn
2 bàn
- Henrique Cruz

1 bàn
- Azwan Ali Rahman
- Najib Tarif
- Silveiro Garcia